# 松井康義

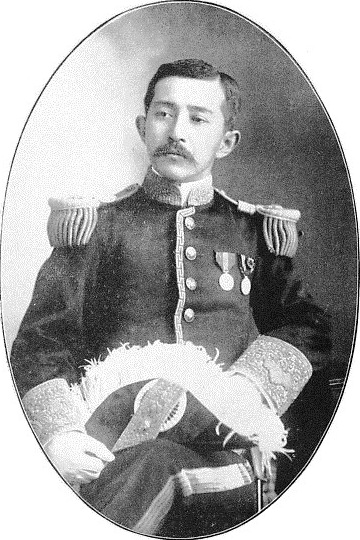
松井康義

松井 康義（まつい やすよし、明治4年5月18日（1871年7月5日） - 大正4年（1915年）10月15日）は、明治期の武家華族。子爵。旧川越藩藩主・松井松平家14代当主。旧姓、松平（まつだいら）。

## 経歴
川越藩の元藩主松平康英の次男に生まれる。幼名は栄松。康英は、松井松平家分家の旗本時代（当時の諱は康直）に講武所頭取、外国奉行、神奈川奉行、文久遣欧使節の副使、勘定奉行、大目付、南町奉行を歴任、元治元年（1864年）に本家を相続の後、寺社奉行、老中を歴任、また棚倉藩を襲封ののち川越藩へ転封されたが、明治2年（1869年）に家督を養子の康載（最後の川越藩主）に譲って隠居していた。
明治12年（1879年）3月15日に康載の養子となり、松井姓を名乗る（松井松平家は廃藩後に松平姓を廃して松井に復姓した）。明治17年（1884年）に子爵を授けられる。慶應義塾幼稚舎から慶應義塾大学部に進む。明治29年（1896年）従四位。華族会議の談話会会員となる。尚友会と談話会両会の対抗問題に巻き込まれ、貴族院子爵議員とならなかった。
明治35年（1902年）に埼玉県川越において、陸軍歩兵大尉・小川賢之助が670名を組織し、慶應義塾生徒隊春季機動演習を行った際に「慶應義塾自転車倶楽部」を組織し、幹事長となる。帝国陸軍では、ドイツで導入されていた自転車の軍事使用について研究中であったが、これを「慶應義塾自転車倶楽部」が聞きつけて演習に参加させてみたいと陸軍に申し出たところ、決諾を得て実現をみた。陸軍歩兵大尉・梅津元晴、歩兵曹長・古屋精造、歩兵曹長・江頭正治の3名が参加し予期以上の好成績を挙げ、松井は「自転車の歌」を作詞して部員に配布した。

## 栄典
- 1896年（明治29年）6月20日 - 正五位[3]

## 親族
伯爵・松浦詮の五女正子と結婚した。爵位は長男の松井康昭が襲爵した。

## 著書
- 法制経済綱要
- 国民教育